# Entente Le Chesnay Versailles 78 Basket
L’Entente Le Chesnay Versailles 78 Basket (ELCV 78 Basket) est un club de basket-ball français, situé à Versailles et au Chesnay dans le département des Yvelines.
Il est le fruit de la fusion en mai 1999 du Versailles Basket Club (masculin), du Stade Français Versailles (féminin) et du Chesnay 78 Basket-Ball. Son nombre de licenciés, oscillant initialement entre 450 et 580 dans ses premières années, lui vaut d'être classé entre la première et troisième place nationale au niveau de l'effectif, en fonction des saisons.
Le basket-ball versaillais connait son apogée dans les années 1980, lorsque le Stade Français Versailles est Champion de France féminin (1986 et 1987) et joue la Coupe d'Europe, avec notamment une participation à la demi-finale. La joueuse emblématique de cette équipe est Denise Curry (médaille d'or aux Jeux Olympiques de 1984 avec les USA, et Hall of Famer). Puis dans les années 1990, le Stade Français évolue en NF1 et le club du Chesnay en NF2.
Lors de la fusion, l'équipe première féminine évolue tout d'abord en N1, mais descend rapidement jusqu'en N3. Elle retrouve la N2 à partir de la saison 2007-2008, et accède à la N1 en juin 2013, lors de leur troisième participation consécutive aux play-offs de N2. Elle obtient la troisième place du Championnat de France de N2 lors des finales qui se déroulent à Tours. Son équipe première masculine évolue en N3, avec un court passage en N2 lors de la saison 2006-2007.
La saison 2014-2015 voit l'ELCV confirmer sa place de deuxième club français au niveau de l'effectif (720 licenciés), derrière le Paris-Levallois. Malheureusement, les deux équipes premières sont reléguées, les masculins en Excellence Régionale, et les féminines en Nationale 3. Cependant, les équipes de jeunes de la CTC Elan Yvelines Basket, que l'ELCV compose cette saison-là avec les clubs de Poissy et Maurepas, se comportent très bien en Championnat de France. Les U17 masculins de l'EYB remportent le titre de Champion de France groupe A en battant Monaco en finale à Tulle.
En 2015-2016, l'équipe première masculine descend encore d'un niveau (Régionale 2), alors qu'à l'inverse les féminines remontent en Nationale 2 en remportant le titre de championnes de France de Nationale 3.
Trois ans plus tard, pour la saison 2019-2020, le club retrouve de sa superbe en championnat de France avec les garçons de nouveau en Nationale 3 et un titre de Régionale 1 en poche, et les filles en Nationale 2 après avoir fait l'ascenseur, alors que l'effectif de la structure dépasse les 800 licenciés.
Le club atteint pour la première fois la barre des 1000 licenciés lors de la saison 2022-2023 (dont environ 950 à la FFBB), ce qui le confirme au premier rang du basket français en termes d'effectif.

## Joueurs emblématiques formés au club
L'Entente est un club formateur qui a vu l'émergence de plusieurs joueurs professionnels passés par ses structures, les plus notables étant chronologiquement: 
- Olivier Romain (jusqu'en minimes),

- Maxime Roos (jusqu'en juniors)
- Victor Wembanyama (jusqu'à l'âge de 10 ans), drafté en NBA par les San Antonio Spurs en première position en 2023, et dont la mère, Élodie de Fautereau, est une ancienne joueuse de l'équipe première du club et du Stade Français Versailles, et entraineuse des plus jeunes du club.
- Neal Sako

Si l'on prend en compte le Versailles Basket Club, 
- Olivier Saint-Jean (devenu Tariq Abdul-Wahad) y a été formé pendant une partie de son adolescence, fin des années 1980. En 1997, il devient le premier joueur français a évoluer en NBA, et ceci pendant six saisons. Il a également 45 sélections en équipe de France et a participé à l'Eurobasket 1999. Sa maman, George Goudet, ancienne joueuse de haut niveau, entraîne à la fin des années 90 une équipe de benjamins du club de l'ELCV.